# Yolo, Kalifornien
Yolo är en ort och census-designated place   i Yolo County i Kalifornien, USA. 